# 2632 Guizhou
2632 Guizhou је астероид главног астероидног појаса са пречником од приближно 29,07 .
Афел астероида је на удаљености од 3,354 астрономских јединица (АЈ) од Сунца, а перихел на 2,727 АЈ.
Ексцентрицитет орбите износи 0,103, инклинација (нагиб) орбите у односу на раван еклиптике 10,469 степени, а орбитални период износи 1936,586 дана (5,302 година).
Апсолутна магнитуда астероида је 11,40 а геометријски албедо 0,057.
Астероид је откривен 6. новембра 1980. године.